# 同上
同上（Ibid.）常出现在文献的脚注，是拉丁语的缩写，意为“同一个地方、出处同上”。 出现“Ibid.”时，代表该脚注的出处与前一个脚注的出处相同，读者查找时搜寻前一个注脚的出处即可。
有一个意义相似的简写是Id.，源于拉丁语，意为同上、见上，不过一般多用于法律引注。